# Amtsgericht Ostheim vor der Rhön

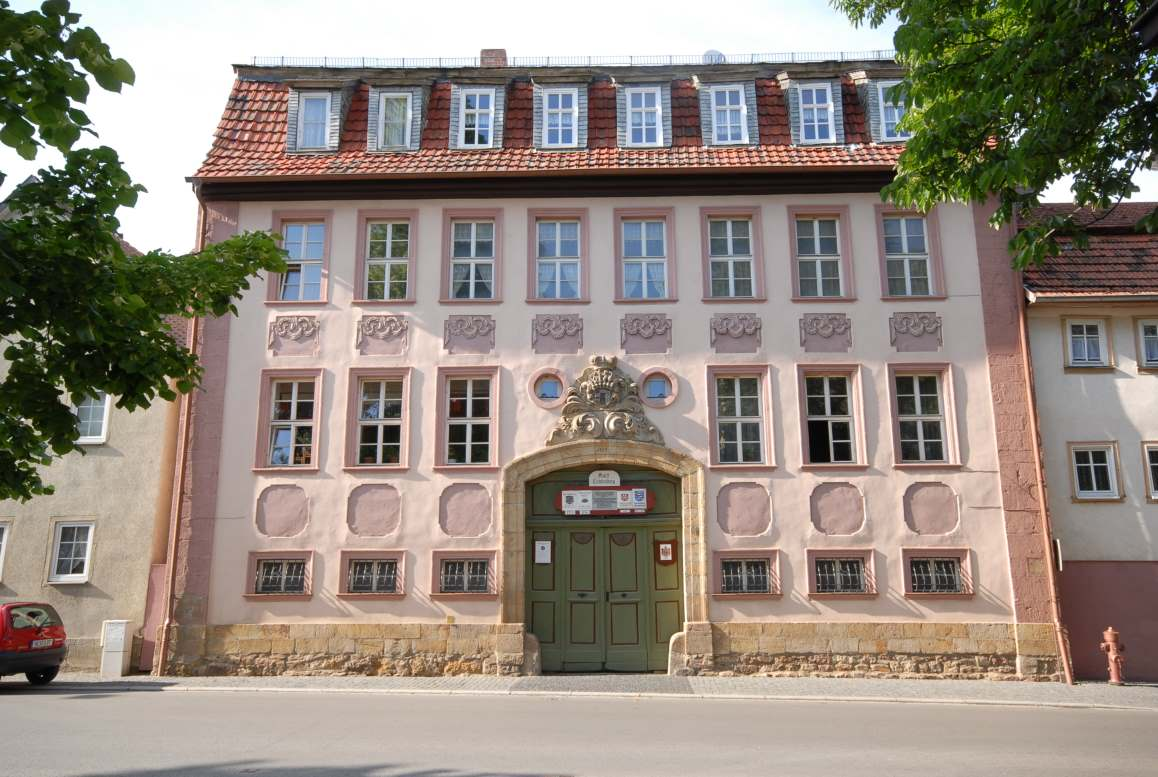
Amtshaus in Ostheim (2007)

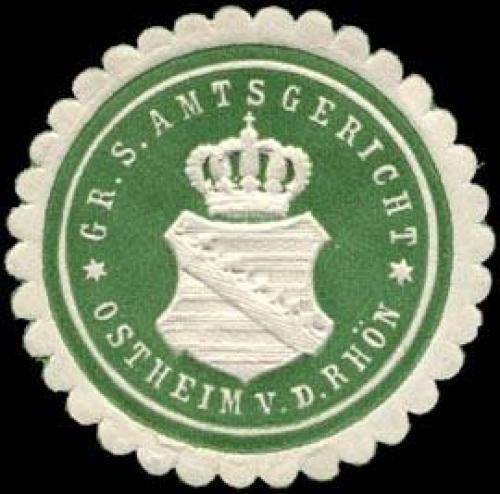
Siegelmarke Großherzoglich sächsisches Amtsgericht

Das Amtsgericht Ostheim vor der Rhön war ein Gericht der ordentlichen Gerichtsbarkeit mit Sitz in Ostheim vor der Rhön.

## Geschichte
Das Amt Lichtenberg mit Sitz in Ostheim war im 19. Jahrhundert eine Exklave des Großherzogtums Sachsen im Königreich Bayern. 1849/50 erfolgte im Großherzogtum Sachsen-Weimar-Eisenach die Trennung der Rechtsprechung von der Verwaltung und Abschaffung der Patrimonialgerichte. Das Amt Ostheim wurde mit anderen Ämtern der Rhön zum Verwaltungsbezirk Dermbach, der auch als IV. Verwaltungsbezirk bezeichnet wurde, mit Sitz in Dermbach zusammengelegt. Die Rechtsprechung wurde vom Justizamt Lichtenberg zu Ostheim wahrgenommen.
Anlässlich der Einführung des Gerichtsverfassungsgesetzes am 1. Oktober 1879 wurde im Großherzogtum Sachsen-Weimar-Eisenach das Justizamt Lichtenberg in das Amtsgericht Ostheim umgewandelt. Es war dem Landgericht Eisenach nachgeordnet. Der Gerichtssprengel umfasste die Gemeindebezirke Melpers, Ostheim (mit Lichtenberg), Sondheim, Stetten, Urspringen und die gemeindefreien Teile des Ostheimer und Erbenhäuser Forstreviers. Das Gericht hatte im Jahr 1888 3932 Gerichtsinsassen und einen Amtsrichter und war damit das mit Abstand kleinste Gericht im Landgerichtsbezirk.
Mit der Gründung des Landes Thüringen erfolgte 1923 eine Neuorganisation der Gerichtsorganisation. Das Amtsgericht Ostheim vor der Rhön war nun dem Landgericht Meiningen nachgeordnet und umfasste Birx, Frankenheim auf der Rhön, Melpers, Ostheim mit Lichtenberg, Sondheim vor der Rhön, Stetten, Urspringen und Teile des Forstamtsbezirks Ostheim und Erbenhausen mit folgenden Forstorten: Abtsberg, Erlsberg, Oberer Stellberg, Mittlerer Stellberg, Unterer Stellberg und Hählecke.
Im Jahre 1944 wurde das Amtsgericht Ostheim aufgehoben und sein Sprengel dem des (bayerischen) Amtsgerichtes Mellrichstadt zugeordnet.